# Иан (имя)
И́ан, И́эн (англ. Ian; Iain; Eian ['iːən, 'ıən, амер. 'iːɑːn, 'iːən, 'aıən] А́йан) — имя гэльского происхождения, шотландский вариант имён Джон/Иван. Иногда передаётся как Ян. Восходит к древнееврейскому имени Yochanan. Значение имени — «бог милостив» (англ. god is gracious) (см. также статью Иван).
Именины празднуются 24 июня.
Имя Iain используется в Шотландии с XIX века, однако его происхождение неясно. По некоторым данным оно является формой имени Eoin, которое было заимствованно в раннесредневековой Ирландии от латинского имени Ioannes и было принесено в Шотландию ирландскими переселенцами.
Имя Ian, являющееся современной формой имени Iain, появилось только в конце XIX века. Оно стало чрезвычайно популярным и распространилось по всей Великобритании, Австралии, Канаде и США. В 1960 году оно было одним из наиболее популярных имён для новорожденных мальчиков в Англии и Уэльсе.
Имя Иан носят по меньшей мере 3 334 700 человек в мире, или около 0,046 % населения Земли. Оно находится на 165-й позиции в рейтинге самых популярных имён.